# Juraj Nikolac
Juraj Nikolac (* 22. April 1932 in Metković) ist ein kroatischer Großmeister im Schach. Seit dem Tod von Aleksandar Matanović im August 2023 ist er der älteste lebende Schachgroßmeister.
Nikolac wuchs im Süden Kroatiens auf und begann seine Laufbahn in Split, wo er 1951 die Klubmeisterschaft gewann. Zum Studium ging er nach Zagreb, stellte jedoch seine schachlichen Aktivitäten für gut ein Jahrzehnt hinter Studium und wissenschaftliche Arbeit zurück. Später arbeitete er als Physiklehrer.
Nach seiner Rückkehr ans Schachbrett wurde Nikolac 1968 Meister der Teilrepublik Kroatien. Es folgte seine erfolgreichste Zeit mit einer Reihe vorderer Plätze bei internationalen Turnieren. So gewann er 1977 die B-Gruppe in Amsterdam, 1978 das Turnier in Vrnjačka Banja, 1986 in Bled und in Linz sowie 1987 in Maribor. Platz 2 errang Nikolac u. a. 1976 in der B-Gruppe des Hochofenturniers und 1975 in Rovinj. Weitere zweite Plätze gab es für ihn 1979 in Dortmund und 1985 in Oberwart.
1978 belegte er den geteilten dritten Platz bei der Meisterschaft von Jugoslawien.
Später startete Nikolac auch bei Seniorenturnieren und wurde Vierter bei der Schachweltmeisterschaft der Senioren 1992.
Sehr erfolgreich war Nikolac bei seinen beiden Starts im Mitropapokal. 1979 mit Jugoslawien und 1998 mit Kroatien gewann er jeweils das Mannschaftsturnier. Außerdem war er jeweils bester Einzelspieler am 2. bzw. 4. Brett. Aus 11 Partien in diesen beiden Turnieren holte Nikolac 9 Punkte.
In der deutschen Schachbundesliga spielte Nikolac von 1984 bis 1990 regelmäßig an einem vorderen Brett für den Münchener SC 1836. 
Im Klub-Europapokal war Juraj Nikolac zweimal am Start: 1993 schied er mit Mladost Zagreb in der Vorrunde aus, obwohl Nikolac all seine Partien gewann. 1999 belegte er mit dem Schachklub Kiseljak Platz 3 im Europacup, kam jedoch nur in zwei Vorrundenpartien zum Einsatz.
Die FIDE verlieh ihm den Titel des Internationalen Meisters 1975 und den GM-Titel 1979. Seine (Stand August 2023) letzten bei der FIDE gewerteten Partien stammen aus der Saison 2016/17 der 2. Kroatischen Liga.